# Филин, Егор Дмитриевич
Егор Дмитриевич Филин (род. 1 июня 1999, Пенза) — российский хоккеист, нападающий московского «Спартака».

## Биография
Воспитанник пензенского «Дизеля». В сезоне 2015/16 играл в МХЛ-Б за «Дизелист». В июле 2016 года на ярмарке юниоров КХЛ был выбран ЦСКА, хотя главный тренер клуба «Дизель» Сергей Лопушанский заявлял, что Филин около месяца назад подписал трёхлетний контракт и его появление на ярмарке — ошибка. С сезона 2016/17 Филин стал играть в МХЛ за команду «Красная армия». В плей-офф следующего сезона дебютировал за команду ВХЛ «Звезда». 26 мая 2022 года был обменян в «Металлург» Новокузнецк на Артёма Прохорова. 19 мая 2023 года подписал двухлетний двухсторонний контракт с московским «Спартаком». Начав сезон в ВХЛ в фарм-клубе «Химик» Воскресенск, 28 сентября в гостевом матче против «Северстали» (5:3) дебютировал в КХЛ. 26 декабря 2024 года Филин заключил новый двусторонний контракт со «Спартаком» до 2027 года.